# Blues Summit
Albums de B.B. King
There is Always One More Time
(1991) Lucille & Friends
(1995)
Blues Summit est le 33e album studio du chanteur et guitariste américain de blues B. B. King, sorti en 1993 chez MCA.
Cet album a remporté le Grammy Award du meilleur album de blues traditionnel en 1994. L'album a atteint la 182e place  au Billboard 200 et la 64e au Billboard’s R&B Albums chart. Robert Cray et Bobby Murray (en) ont participé à l'enregistrement en compagnie d'autres grands noms du blues.

## Listes des pistes
| 1.    | Playin' with My Friends                                             | Robert Cray        | 5:18 |
| 2.    | Since I Met You Baby                                                | Katie Webster (en) | 4:45 |
| 3.    | I Pity the Fool                                                     | Buddy Guy          | 4:36 |
| 4.    | You Shook Me                                                        | John Lee Hooker    | 4:59 |
| 5.    | Something You Got                                                   | Koko Taylor        | 4:02 |
| 6.    | There's Something on Your Mind                                      | Etta James         | 6:02 |
| 7.    | Little by Little                                                    | Lowell Fulson      | 4:07 |
| 8.    | Call It Stormy Monday                                               | Albert Collins     | 7:17 |
| 9.    | You're the Boss                                                     | Ruth Brown         | 4:07 |
| 10.   | We're Gonna Make It                                                 | Irma Thomas        | 3:51 |
| 11.   | I Gotta Move Out of This Neighborhood/Nobody Loves Me But My Mother | Orchestre          | 8:57 |
| 12.   | Everybody's Had the Blues                                           | Joe Louis Walker   | 4:36 |
| 62:45 |                                                                     |                    |      |